# Rádler Judit
Rádler Judit (Budapest, 1982. szeptember 3. –) színésznő, televíziós szerkesztő
A Károlyi Mihály Közgazdasági Szakközépiskolában tett érettségit, 2001-ben. Gór Nagy Mária Színitanodájában tanult színészmesterséget. 2006-tól 2012-ig a Győri Nemzeti Színház tagja volt. Napjainkban egy kereskedelmi tévécsatorna szerkesztőjeként dolgozik.

## Színházi szerepei
- 2005. Kolibri Színpad: A tavasz ébredése
- 2006. GNM Kontúr Fizikai Táncszínház: A bál
- 2006. Merlin Színház: Árnyék a nájlonon
- 2006. Győri Nemzeti Színház: Büszkeség és balítélet – Miss Bingley
- 2006. Győri Nemzeti Színház: Anconai szerelmesek – Dorina, Don Tomao házvezetőnője
- 2007. Győri Nemzeti Színház: Nana – Mignon, színésznő
- 2007. Győri Nemzeti Színház: A dzsungel könyve – Ká
- 2008. Győri Nemzeti Színház: Szentivánéji álom – Hyppolita, amazonkirálynő, Theseus menyasszonya
- 2008. Győri Nemzeti Színház: Pygmalion – szobalány
- 2009. Győri Nemzeti Színház: Rinocérosz – pincérlány
- 2010. Győri Nemzeti Színház: Cabaré – lány a Kit Kat Klubból
- 2010. Győri Nemzeti Színház: Molière, avagy álszentek összeesküvése – ismeretlen álarcos hölgy
- 2010. Győri Nemzeti Színház: Rent – Joanne anyja
- 2011. Győri Nemzeti Színház: Equus – ápolónő
- 2011. Győri Nemzeti Színház: Fekete Péter – Miskeiné
- 2011. Győri Nemzeti Színház: Pletyka – Pudney, rendőrőrmester
- 2012. Győri Nemzeti Színház: Tóték – Gizi Gézáné

## Televíziós és filmszerepek
- 2008. Zsaruvér és Csigavér III.: A szerencse fia
- 2010. Irdatlan Iroda
- 2012. Barátok közt
- 2012. Szájhősök
- 2012. Jóban Rosszban
- 2017. Kowalsky meg a Vega: Tizenötmillióból egy (official klip + werk)
- 2025. A mi kis falunk